# Iso Kuopusjärvi
Iso Kuopusjärvi är en sjö i Finland. Den ligger i kommunen Pudasjärvi i landskapet Norra Österbotten, i den centrala delen av landet, 600 km norr om huvudstaden Helsingfors. Iso Kuopusjärvi ligger 165,5 meter över havet. Arean är 1,3 kvadratkilometer och strandlinjen är 7,32 kilometer lång. Sjön  ingår i Ijo älvs huvudavrinningsområde. 